# 梁明祥

梁明祥（英語：Neo Beng Siang，1967年9月17日—），新加坡籃球教練，他從2003年開始擔任新加坡國家籃球隊的主教練，直到2016年卸任。現時擔任東南亞職業籃球聯賽球隊新加坡騰飛之獅主教練。